# Memoriał Ryszarda Nieścieruka 1999

## V Memoriał im. Ryszarda Nieścieruka – Złoty Jubileusz IMP
Zawody były jednocześnie okazją do uczczenia przez wrocławski klub jubileuszu 50-lecia rozgrywek o Indywidualne Mistrzostwo Polski. Zwyciężył Robert Sawina, który po tym sukcesie przeszedł do Wrocławia ze Startu Gniezno.
Wyniki
- 23 października 1999 r. (sobota), Stadion Olimpijski (Wrocław). Sędzia – Wojciech Grodzki.
- NCD: 68,0 sek. – Piotr Świst w wyścigu 5.

| Msc. | Zawodnik              | Klub                  | Pkt |                 |  |
| ---- | --------------------- | --------------------- | --- | --------------- |  |
| 1    | (7) Robert Sawina     | Start Gniezno         | 17  | (3,2,3,3,3,3)   |  |
| 2    | (6) Sebastian Ułamek  | Wybrzeże Gdańsk       | 13  | (0,1,2,3,2,3,2) |  |
| 3    | (4) Adam Pawliczek    | RKM Rybnik            | 11  | (3,2,3,d,2,1)   |  |
| 4    | (1) Rafał Dobrucki    | Polonia Piła          | 9   | (2,0,3,2,2,0)   |  |
| 5    | (3) Rafał Okoniewski  | Stal Gorzów           | 10  | (0,3,0,3,3,1)   |  |
|      | (8) Piotr Świst       | Stal Rzeszów          | 9   | (2,3,1,2,1)     |  |
| 7    | (15) Jacek Krzyżaniak | WTS Wrocław           | 8   | (2,2,1,3,0)     |  |
|      | (13) Sławomir Drabik  | Włókniarz Częstochowa | 8   | (2,3,2,1,w)     |  |
| 9    | (2) Roman Jankowski   | Unia Leszno           | 7   | (1,2,1,2,1)     |  |
| 10   | (12) Wiesław Jaguś    | Apator Toruń          | 6   | (1,0,3,2,0)     |  |
| 11   | (9) Jarosław Hampel   | Polonia Piła          | 5   | (1,1,2,1)       |  |
| 12   | (14) Andrzej Huszcza  | ZKŻ Zielona Góra      | 4   | (3,1,0,0)       |  |
| 13   | (5) Mariusz Węgrzyk   | WTS Wrocław           | 3   | (1,0,1,1)       |  |
| 14   | (11) Jacek Gollob     | Polonia Piła          | 4   | (0,1,0,3)       |  |
| 15   | (10) Dariusz Śledź    | WTS Wrocław           | 0   | (0,-,-,-)       |  |
| –    | (R1) Andrzej Zieja    | WTS Wrocław           | 0   | (0,0,0)         |  |

Wyścig po wyścigu
Runda zasadnicza:
1. (68,9) Pawliczek, Dobrucki, Jankowski, Okoniewski
2. (68,9) Sawina, Świst, Hampel, Ułamek
3. (69,0) Huszcza, Drabik, Jaguś, Gollob
4. (68,7) Okoniewski, Jankowski, Węgrzyk, Dobrucki
5. (68,0) Świst, Sawina, Ułamek, Śledź
6. (69,0) Drabik, Krzyżaniak, Gollob, Jaguś
7. (69,0) Dobrucki, Pawliczek, Jankowski, Węgrzyk
8. (68,8) Sawina, Ułamek, Hampel, Zieja
9. (68,1) Jaguś, Krzyżaniak, Huszcza, Gollob
10. (68,8) Pawliczek, Dobrucki, Węgrzyk, Okoniewski
11. (69,0) Ułamek, Hampel, Świst, Zieja
12. (69,5) J. Gollob, Drabik, Krzyżaniak, Huszcza
13. (69,8) Okoniewski, Jankowski, Węgrzyk, Pawliczek (d3)
14. (69,0) Sawina, Świst, Hampel, Zieja
15. (68,4) Krzyżaniak, Jaguś, Drabik, Huszcza

Kolejność po wyścigach eliminacyjnych:
| Grupa A | Grupa A          | Grupa A   | Grupa A | Grupa B | Grupa B      | Grupa B   | Grupa B | Grupa C | Grupa C           | Grupa C   | Grupa C |
|         | zawodnik         | starty    | suma    |         | zawodnik     | starty    | suma    |         | zawodnik          | starty    | suma    |
| ------- | ---------------- | --------- | ------- | ------- | ------------ | --------- | ------- | ------- | ----------------- | --------- | ------- |
| 1.      | (4) A.Pawliczek  | (3,2,3,d) | 8       | 1.      | (7) R.Sawina | (3,2,3,3) | 11      | 1.      | (15) J.Krzyżaniak | (2,2,1,3) | 8       |
| 2.      | (1) R.Dobrucki   | (2,0,3,2) | 7       | 2.      | (8) P.Świst  | (2,3,1,2) | 8       | 2.      | (13) S.Drabik     | (2,3,2,1) | 8       |
| 3.      | (3) R.Okoniewski | (0,3,0,3) | 6       | 3.      | (6) S.Ułamek | (0,1,2,3) | 6       | 3.      | (12) W.Jaguś      | (1,0,3,2) | 6       |
| 4.      | (2) R.Jankowski  | (1,2,1,2) | 6       | 4.      | (9) J.Hampel | (1,1,2,1) | 5       | 4.      | (14) A.Huszcza    | (3,1,0,0) | 4       |
| 5.      | (5) M.Węgrzyk    | (1,0,1,1) | 3       | 5.      | (10) D.Śledź | (0,-,-,-) | 0       | 5.      | (11) J. Gollob    | (0,1,0,3) | 4       |

Baraż:
16. (69,9) Okoniewski, Ułamek, Jankowski, Jaguś
Półfinały
17. (69,7) Ułamek, Pawliczek, Świst, Krzyżaniak
18. (69,8) Sawina, Dobrucki, Okoniewski, Drabik (w/su)
Finał
19. (69,7) Sawina, Ułamek, Pawliczek, Dobrucki